# Solarpark Malicounda
Der Solarpark Malicounda, im Land bekannt als Centrale Solaire de Malicounda, ist ein Solarpark bei Malicounda im senegalesischen Département Mbour in der Region Thiès.

## Geographische Lage
Der Solarpark liegt im Hinterland der acht Kilometer entfernten Petite-Côte und im Umland der Großstadt Mbour. Die Anlage wurde am östlichen Ortsrand des Hauptortes der Gemeinde Malicounda errichtet, 600 m vom Rathaus entfernt. Das eingezäunte Areal erstreckt sich über eine rechteckige Fläche von 84 ha (600 m · 1400 m). In 1 km Entfernung führt südwestlich die mautpflichtige Autoroute 1 vorbei. An deren Anschlussstelle Mbour Nord liegt ein Umspannwerk der Überlandleitung nach Dakar, über die die hier und unterwegs im 27 km entfernen Solarpark Diass erzeugte elektrische Energie in das Verbundnetz von Senelec eingespeist wird.

## Geschichte
Dieser Solarpark ist ein gemeinsames Projekt in zwei Bauabschnitten von Senelec, italienischen Investoren und der Gemeinde Malicounda mit Baukosten von 30 Millionen Euro zum Ausbau erneuerbarer Energien. Die Anlage wurde nur zwölf Tage nach der Eröffnung von Senergy 2 im Norden des Landes am 3. November 2016 in Anwesenheit von Staatspräsident Macky Sall mit einem festlichen Rahmenprogramm in Betrieb genommen. Die Gemeinde verband mit ihrer Zustimmung und Beteiligung an dem Projekt die Forderung nach Investitionen zum Aufbau einer neuen Existenz für die Menschen, die durch das Projekt Gärten und landwirtschaftliche Flächen verloren hatten und Investitionen zur Verbesserung der sozialen Infrastruktur der Gemeinde.

## Stromerzeugung
In dem Solarpark wurden 86.000 Solarmodule installiert, die eine Fläche von etwa 32 ha bedecken. Die Nennleistung von 22 MW reicht im Durchschnitt für die Versorgung von 9000 Haushalten aus und die Anlage ist auf eine Betriebsdauer von 25 Jahren ausgelegt.